# Monnegre (Jijona)
Monnegre (en valenciano y oficialmente, Montnegre) es una partida rural del municipio español de Jijona, provincia de Alicante.
Forma parte del territorio histórico, natural y ZEPA Red Natura 2000 denominado Monnegre (en valenciano, Montnegre).
El Monnegre jijonenco se subdivide en dos núcleos de población, Monnegre de Arriba (en valenciano y oficialmente, Montnegre de Dalt) y Monnegre de Abajo (en valenciano y oficialmente, Montnegre de Baix).

## Historia
Ya en la época de los romanos se sabe que había asentamientos en las laderas del río Monnegre.
Desde su surgimiento, la actividad económica ha sido de subsistencia con dedicación a la agricultura y ganadería. En las fértiles vegas del río Monnegre se cultivaban productos como patatas, espinacas, cebolletas, tomates, judías o coliflores que los monnegreros las vendían en los mercadillos de las localidades del entorno. La patata de Monnegre a día de hoy sigue gozando de mucho prestigio en la comarca por su calidad.
Hacia finales de los años 1960, la pérdida de peso en la economía jijonenca de la agricultura en favor de la industria del turrón, con mejores condiciones laborales, hizo emigrar a habitantes de Monnegre hacia la ciudad de Jijona. A esto se sumó una llegada tardía de la electricidad y los servicios sanitarios y educativos no atendidos, que aceleraron el proceso de despoblación y sumó a Monnegre a una especie de olvido.
Monnegre fue de suma importancia al quedar como territorio transfronterizo con frontera internacional en 1244. En la cumbre de Cabezo de Monnegre (oficialmente en valenciano, Cabeç de Montnegre) de 515 metros de altitud, se ubicaba el mojón que dividía los reinos de Valencia y Castilla, con la raya trazada por el Tratado de Almizra, y por ende dos sistemas jurídico diferentes.
Quedaban divididos los términos generales de las villas de Jijona y Alicante, quedando como poblaciones fronterizas y limítrofes entre sí, ya que por entonces Muchamiel, San Vicente del Raspeig, San Juan de Alicante o Campello pertenecían a la villa de Alicante. La raya fronteriza que marcaba la frontera de ambos reinos transcurría por los hitos Cabezón de Oro, Cabezonet, Vergeret, Guardes Velles, Cabezo de Monnegre, La Escobella, El Ventós, Maigmó, etc.
Así es como Monnegre se convirtió en un territorio en disputa entre Alicante y Jijona con tensiones territoriales y por el uso del agua que se prolongaron siglos.

## Cultura y tradiciones
El Monnegre jijonenco e histórico, desde aproximadamente 1867 celebra las fiestas en honor a la Virgen de los Desamparados, patrona de Monnegre. Se celebran el primer fin de semana de septiembre y entre sus actos destaca la ofrenda de panes similar a la de Torremanzanas así como la procesión. Desde 1977 a 2017, durante 40 años dejaron de celebrarse debido al éxodo rural y despoblación. En 2017 se retomó la celebración con el impulso de la nueva generación de monnegreros.
El Monnegre de la capital también celebra sus fiestas patronales en honor a la Virgen de los Desamparados pero lo hace en la primera semana de agosto, un mes antes que en el Monnegre de Arriba. Estas festividades incluyen actos tradicionales como la ofrenda del "Pa Beneït" y procesiones que reflejan la rica herencia cultural monnegrero.
La gastronomía típica de Monnegre es el arroz con conejo y caracoles, la olleta de verdura o el gazpacho jijonenco.
Existe una casa rural en Molino del Gallo en Monnegre de Arriba, que es uno de los principales motores turísticos de Monnegre en la actualidad.
En los últimos años se han activado movimientos de recuperación del territorio y cultura de Monnegre incluso impulsados por la Universidad de Alicante.